# Elsa Pataky
Elsa Pataky, născută Elsa Lafuente Medianu (n. 18 iulie 1976, Madrid, Noua Castilie⁠(d), Spania) este o actriță de etnie spaniolă din partea tatei și română  din partea mamei.

## Biografie
S-a născut în Madrid, fiica unui biochimist spaniol, José Francisco Lafuente, și Cristina Pataky Medianu, o publicistă din România. Bunicul ei matern a fost Mircea Medianu un cunoscut actor și profesor de teatru.. A studiat la Universitatea din San Pablo și a studiat jurnalismul. În tot acest timp a luat lecții de actorie. Vorbește fluent spaniola, româna, engleza, italiana și franceza.
Pe 28 decembrie 2010, s-a căsătorit cu actorul Chris Hemsworth. Și-au făcut publică relația în septembrie 2010.

## Carieră
A făcut parte din trupa Teatrului Cámara de Ángel Gutiérrez. A renunțat la școală odată cu distribuirea ei în serialul Al salir de clase. Odată cu succesul acestui film a venit și prima ofertă de a juca într-un lungmetraj, El arte de morir. Multe dintre ofertele de film primite au fost coproducții englezești sau franceze și de aici a avut șansa să joace și în engleză și în franceză.
A jucat în filmul Queen of Swords din 2000, având rolul Señora Vera Hidalgo și a apărut în mai bine de 20 de episoade. A apărut în zece filme spaniole, iar din 2011 a început să joace în producții franțuzești, iar un succes de box office a fost Iznogoud din 2004. A fost pe coperta revistei Maxim în 2006, pentru rolul său din filmul Snakes on a Plane din 2006, alături de Samuel L. Jackson. A primit referințe foarte bune pentru rolul său din filmul Ninette. A apărut în 2009 în seria mexicană Mujeres Asesinas având rolul Paula Moncada.
Pataky face reclamă colecției de bijuterii ai firmei Time Force, numită „Ultimate Jewels”, iar Cristiano Ronaldo reprezintă gama masculină a companiei. Pentru rolul din Fast Five, al cincilea film din seria de filme The Fast and The Furious MTV Networks' NextMovie.com a numit-o una dintre Starurile care merită să fie văzute în 2011.